# Chagpa Sangye
Chagpa Sangye foi um Desi Druk do Reino do Butão (reinou em Punakha), entre 1851 e 1852. Foi antecedido no trono por Jigme Norbu, tendo-lhe seguido Damcho Lhundrup.